# Karlovina
Karlovina je sídliště statutárního města Pardubice, součást městské části Zelené Předměstí v městském obvodu Pardubice I. Nachází se ve středu Pardubic vedle třídy Míru. Výstavba v této lokalitě započala v roce 1977 a byla složena z panelových domů. V roce 2001 zde trvale žilo 2 500 obyvatel. Výstavbu vyšších panelových domů v blízkosti historického centra veřejně kritizovali někteří lidé již záhy po její realizaci.
S odstupem času si již většina lidí na tyto domy zvykla. Naopak je již obyvatelé přijímají a někteří dokonce sdílí názor, že sem patří, a nijak jim nevadí, ani je neobtěžují či neruší.[zdroj?]
Na velké části těchto bytových domů v minulých několika letech[kdy?] proběhly a stále probíhají rekonstrukce, zejména výměny oken, tepelné izolace obvodových stěn, střech, a další. Tak vzniká větší komfort pro bydlení a domy jsou samozřejmě energeticky úspornější. Při těchto rekonstrukcích je také měněno barevné provedení domů.
Autorem sídliště je uznávaný český architekt a urbanista Ing. arch. Miloš Návesník a jeho kolektiv. Ing. arch. Miloš Návesník byl také hlavním projektantem pardubického sídliště Višňovka a podílel se na budování sídlišť Dukla, Dubina nebo Polabiny. Navrhoval samozřejmě i mimo území Pardubic a to řadu škol, administrativních budov, hotelů a dalších staveb. Jeho jméno však bohužel není v Pardubicích příliš známé, protože zemřel krátce po revoluci, v roce 1991. V té době se řada lidí dívala na stavby z doby minulé s opovržením. Někteří dokonce zastávali názor, že veškeré stavby vystavěné v minulé době, bez ohledu na jejich kvalitu a provedení, by měly být srovnány se zemí. Naštěstí se již tyto názory postupně vytrácejí a lidé si začínají všímat i kvalit staveb z oné doby.

## Historie
Sídliště Karlovina vznikla po zbourání původních přízemních domů a dvorků v bývalé Karlově, Jindřišské, Jiříkovy, Žitné a zaniklé Hostýnské ulici. Tudy od založení města Pardubice vedla hlavní cesta do Chrudimi. Původně vycházela přímo z náměstí jako pokračování ulice Bartolomějské od pardubické tvrze. Od roku 1979 byla Karlova ulice rozdělena na dvě části: severní část se stala ulicí Karla IV. a jižní kolem elektrárny a místa býv. Karlova dvora až na konec Sladkovského ulice ulicí Arnošta z Pardubic. Elektrárnu postavil Ing. František Křižík v roce 1904. Od roku 1929 stojí na začátku ulice reálka dle projektu arch. Machoně, dnes Střední a vyšší škol elektrotechnická.

## Výstavba
Realizace výstavby začala již roku 1977 a byla dokončena v roce 1983. Karlovina leží v katastrálním území Pardubice. Výstavbě předcházela přeměna nedaleké elektrárny na teplárnu, asanace více než stovky budov z počátku devatenáctého století. Tyto budovy byly dle pamětníků často ve špatném technickém stavu, a mnohdy neodpovídali již standardním hygienickým předpokladům, například kvůli chybějícím vodovodům v domech, absenci plynofikace, nebo dokonce i chybějícímu napojení na kanalizaci atd. Z původní soutěže na přestavbu městského centra uspořádané v roce 1961 vyšel vítězně návrh Lubomíra Drimla, Jana Třeštíka a Jaroslava Fikara.
Při výstavbě a po jejím dokončení vznikla v samotném centru sídliště malá obchodní třída (menší prodejny v přízemí bytových domů). Na jihovýchodním okraji, v blízkosti hlavní silnice vedoucí od tehdejšího okresního národního výboru (nyní krajského úřadu) směrem na rychlodráhu a do podjezdu na Višňovku vzniklo větší obchodní centrum, v němž byla v přízemí umístěna prodejna Pramen a další menší prodejny, v prvním patře pak byla Kinokavárna.
Zároveň byl vystavěn podchod pod čtyřproudovou silnicí která spojuje centrum s rychlodráhou a Višňovkou. Podchod vede od Karloviny směrem k sokolovně a výstavišti Ideon (bývalým městským lázním).